# Baruj Benacerraf
Baruj Benacerraf (Caracas, 29 ottobre 1920 – Boston, 2 agosto 2011) è stato un fisiologo e immunologo venezuelano naturalizzato statunitense, nato in Venezuela da genitori ebrei marocchini.

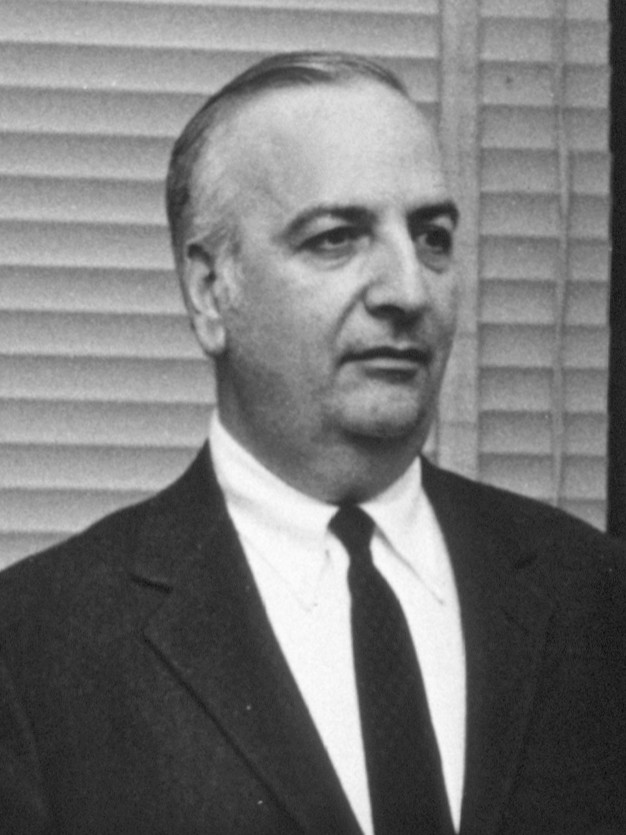
Baruj Benacerraf (1969)

Vinse il premio Nobel per la medicina nel 1980, insieme a  Jean Dausset e George Davis Snell, per la scoperta del complesso maggiore di istocompatibilità